# Narancshasú gyümölcsgalamb
A narancshasú gyümölcsgalamb (Ptilinopus iozonus) a madarak osztályának galambalakúak (Columbiformes) rendjébe és a galambfélék (Columbidae) családjába tartozó faj.

## Előfordulása
Indonézia és Pápua Új-Guinea területén honos.

## Alfajai
- Ptilinopus iozonus finschii - Új-Guinea délkeleti része
- Ptilinopus iozonus humeralis (Wallace, 1862) - Új-Guinea északnyugati része és a közelében fekvő szigetek
- Ptilinopus iozonus iozonus (G. R. Gray, 1858) - Aru-szigetek
- Ptilinopus iozonus jobiensis - Új-Guinea délnyugati része, valamint Japen, Manam szigetek
- Ptilinopus iozonus pseudohumeralis - Új-Guinea középső része

## Megjelenése
Kisméretű, körülbelül 21 centiméteres galambfaj. Tollazata zöld, kivéve egy narancssárga foltot a madár hasán.

## Táplálkozása
Gyümölcsökkel táplálkozik.

## Szaporodása
Fészkét magas fákra építi, melybe a tojó rendszerint egyetlen tojást tojik.